# Instytut Akademicki Nazaret
Instytut Akademicki Nazaret (hebr. המוסד האקדמי נצרת, Ha-Michlala ha-akademit Naceret; ang. Nazareth Academic Institute, NAI) – college położony w mieście Nazaret na północy Izraela. Jest to pierwszy akademicki college utworzono dla arabskiej społeczności w Izraelu. Uczelnia jest otwarta dla Arabów, Żydów i studentów wszystkich wyznań.

## Historia
College został założony w 2002 roku jako filia Szkoły Mar Elias z I'billin. Funkcjonował on początkowo pod nazwą Mar Elias College of Technology i był filią University of Indianapolis. W latach 2003–2009 szkołę ukończyło 228 absolwentów, którzy uzyskali dyplomy w dziedzinach chemii, telekomunikacja i informatyka. W 2009 roku szkoła uzyskała państwowe pozwolenie na otwarcie niezależnej instytucji szkolnictwa wyższego i przeniosła się do nowego kampusu w zachodniej części Nazaretu. W listopadzie 2010 roku otworzono pierwszy rok akademicki na dwóch kierunkach nauczania: chemia i komunikacja. Był to pierwszy akademicki college utworzono dla arabskiej społeczności w Izraelu. Szkoła jest także nazywana Centrum Edukacyjnym Tawfika Ziad (ang. Tawfik Ziad Educational Center).

## Wydziały
Instytut Akademicki Nazaret odgrywa bardzo dużą rolę dla arabskich studentów w Izraelu. Wypełnia ona lukę między wyższymi uczelniami a szkolnictwem zawodowym, umożliwiając arabskiej młodzieży awans zawodowy. College oferuje naukę na następujących kierunkach: chemia i komunikacja. Dodatkowo realizowane są programy w dziedzinie informatyki, terapii zajęciowej i studia przed-akademickie.